# Старая Кобуска
Старая Кобуска, Кобуска Веке (рум. Cobusca Veche) — село в Новоаненском районе Молдавии. Является административным центром коммуны Старая Кобуска, включающей также село Флорешты.

## История
Первое документальное упоминание о селе Кобуска Веке датировано 1528 годом.
Относительно происхождения названия существует две версии:
- местные жители занимались плетением корзин из лозы — их местное название — «кобок»;
- у некоторых хозяев села (а их было много на протяжении лет) была собака по кличке Кобус.

В специальной литературе никто из авторов не ссылается на название этого села.
С начала и до 1817 года административно-территориально село входило в состав нижнего Днестровского округа Орхейского края. Впоследствии село Старая Кобуска вместе с другими населенными пунктами было переведено в Бендерский цинут (позже — уезд).
По частным сведениям, жители села в 1783 построили деревянную церковь, реконструированную в 1868 году. Позже, в 1908 году, была возведена из камня церковь, действующая и сейчас.
Согласно первой переписи в Бессарабии в 1819 году, население села Старая Кобуска проживало в 91 хозяйстве и составляло 456 человек, в том числе 249 мужчин и 207 женщин. Школа с единственным классом была создана в 1878 году.

## Археология
Проведенные на территории села археологические раскопки подтвердили, что в этих краях еще до рождения Христова существовали человеческие поселения, население которых занималось земледелием, разведением домашнего скота и переработкой своей продукции. Первые примеры животных останков были найдены в 1842-43 году.
Во время работ по копанию погреба и при добыче строительного камня были раскопаны останки достаточно крупного млекопитающего в количестве 26 кусков костей, которые впоследствии были переданы Одесскому археологическому музею.
Во второй половине XX века археологические раскопки повторно подтвердили, что в окрестностях села Кобуска Веке существовало несколько человеческих поселений, расположенных в Валя Пэдурий, Валя луй Бригай, в Гыртопе, в Чумате, к юго-западу и северо-западу от пруда, где проходит трасса маршрута. Обо всем этом говорят останки рукотворного мельничного камня, стрела в виде трех ракеток длиной примерно 11 см, колокольчик, который привязывался к шее животного, треугольная расческа из металлической пластинки, внушительное количество (свыше 400 штук) посуды, фрагменты сосудов с толстыми глиняными стенками с примесью песка для хранения бобов и многое, многое другое. Было раскопано и 2 клада, один из которых насчитывал несколько сот серебряных монет, из которых 138 были оценены конкретно — польский имперский орт 1601—1624 годов, немецкий талер 1619—1655 годов.

## География
Село расположено на высоте 76 метров над уровнем моря.

## Население
По данным переписи населения 2004 года, в селе Старая Кобуска проживает 2079 человек (1015 мужчин, 1064 женщины).
Этнический состав села:
| Национальность | Число жителей | Процентный состав |
| -------------- | ------------- | ----------------- |
| молдаване      | 2050          | 98.61             |
| украинцы       | 12            | 0.58              |
| русские        | 9             | 0.43              |
| румыны         | 5             | 0.24              |
| гагаузы        | 2             | 0.1               |
| евреи          | 1             | 0.05              |
| Всего          | 2079          | 100 %             |